# The Ultimate Fighter: Team Pulver vs. Team Penn Finale
The Ultimate Fighter: Team Pulver vs. Team Penn Finale foi um evento de artes marciais mistas promovido pelo Ultimate Fighting Championship, ocorrido em 23 de junho de 2007 no Palms Casino Resort em Paradise, Nevada. O evento marcou as finais do The Ultimate Fighter 5: Team Pulver vs. Team Penn.

## Resultados
Nota 1 Final do The Ultimate Fighter 5 no peso-leve.

Nota 2 Maynard bateu a cabeça no chão e foi nocauteado quando derrubou Emerson, que sofreu uma grave lesão nas costelas.

## Bônus da Noite
Lutadores receberam bônus de $40,000.
- Luta da Noite:  Gray Maynard vs.  Rob Emerson
- Nocaute da Noite:  Cole Miller
- Finalização da Noite:  Joe Lauzon

## Ligações Externas
1. ↑  Nota 1
2. ↑  Nota 2